# Heidi Attenberger
Heidi Attenberger (* 17. April 1962) ist eine ehemalige deutsche Ruderin, die zweimal Deutsche Meisterin im Leichtgewichts-Einer wurde und in dieser Bootsklasse an den Ruder-Weltmeisterschaften teilnahm.
Attenberger gewann 1982 erstmals eine Meisterschaftsmedaille, als sie Dritte im Frauen-Einer wurde. 1985 wurde sie nicht nur Deutsche Meisterin im Einer, sondern gewann auch im Leichtgewichts-Einer der Frauen, der in diesem Jahr zum zweiten Mal ausgefahren wurde. Sie ist damit die einzige Person, die beide Meistertitel im Einer zur gleichen Zeit trug sowie die einzige Person, die überhaupt jemals beide Titel gewinnen konnte.
Im gleichen Jahr wurde sie in dieser Bootsklasse für die Weltmeisterschaften in Hazewinkel nominiert, wo sie bei der ersten regulären Austragung des Leichtgewichts-Einers im Finale den fünften Platz belegte.
Auch 1986 gewann sie bei den Deutschen Meisterschaften im leichten Einer, während sie in der offenen Gewichtsklasse den zweiten Platz erreichte. Bei den Weltmeisterschaften in Nottingham kam sie im Leichtgewichts-Einer auf den sechsten Platz. Anschließend beendete Attenberger, die für den Passauer Ruderverein startete, ihre Karriere.